# Ель-Карак (Сирія)
Ель-Карак (англ. al-Karak, араб. الكرك) — поселення в Сирії, що об'єднує друзьку спільноту в нохії Ель-Мусайфіра, яка входить до складу мінтаки Дар'а в південній сирійській мухафазі Дар'а.